# Huizen Van Ranst

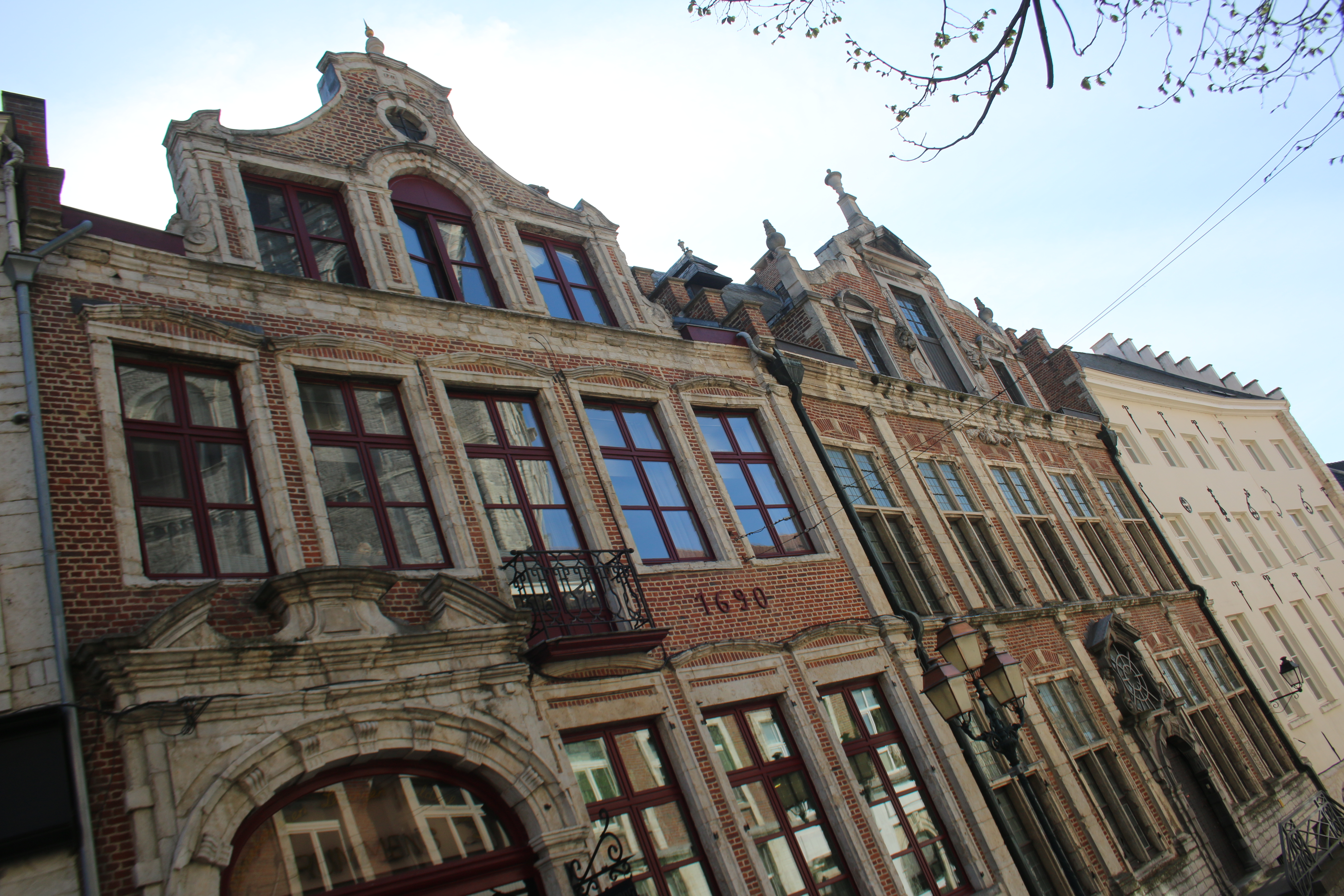

De Huizen Van Ranst, herenhuizen Van Ranst of Van Ransthuizen zijn historische panden aan de Wolmarkt in Tienen. De historische huizen op nummers 15, 17, 19 en 21 waren oorspronkelijk eigendom van de adellijke familie Van Ranst. Ze werden door de familie herbouwd na de verwoesting van Tienen in 1635. De huizen vormen een samensmelting van verschillende bouwstijlen, zoals traditionele baksteenstijl en zandsteenstijl, late barok en Lodewijk XIV-stijl. De herenhuizen zijn sinds 1958 als monument beschermd.

## Afbeeldingen

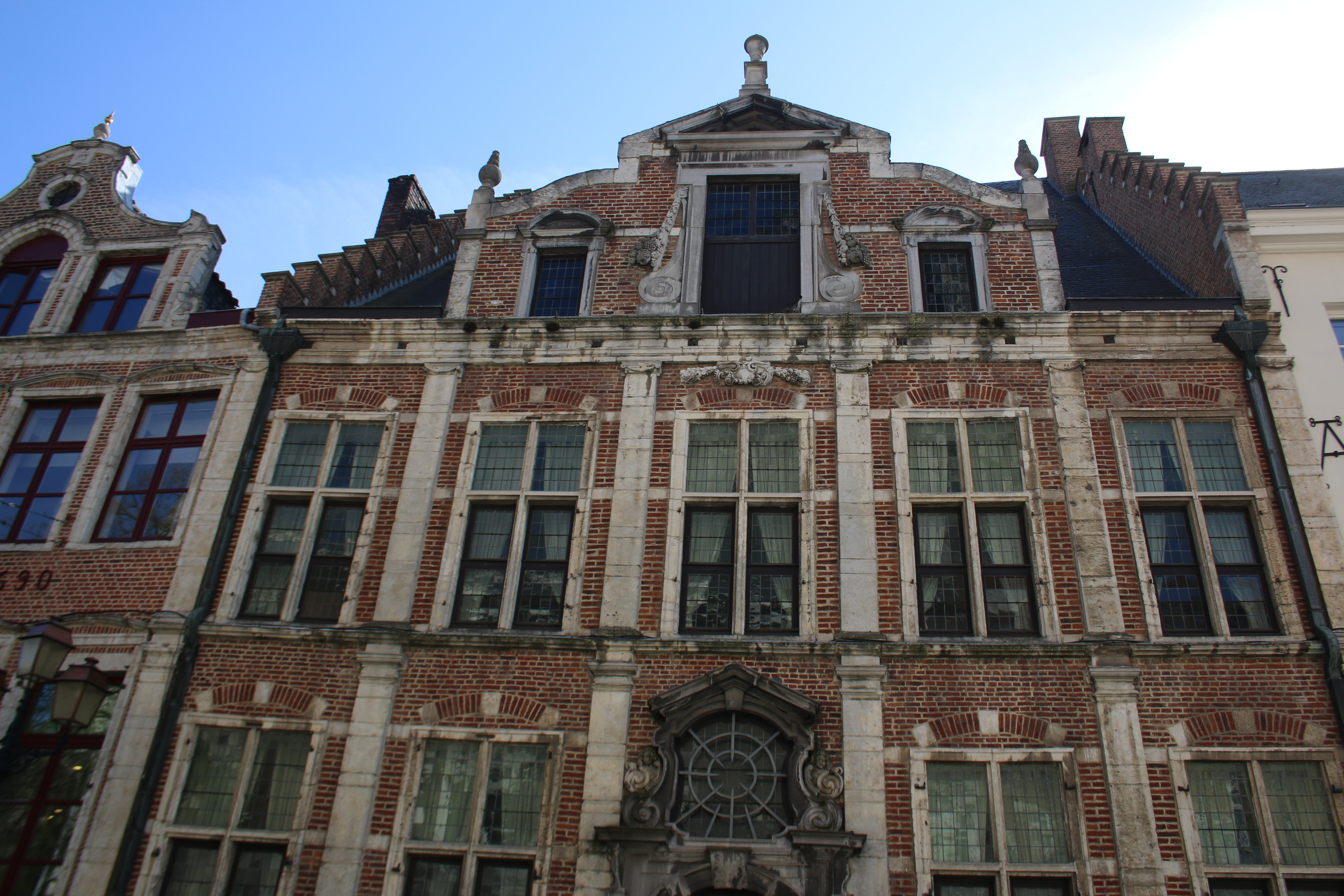
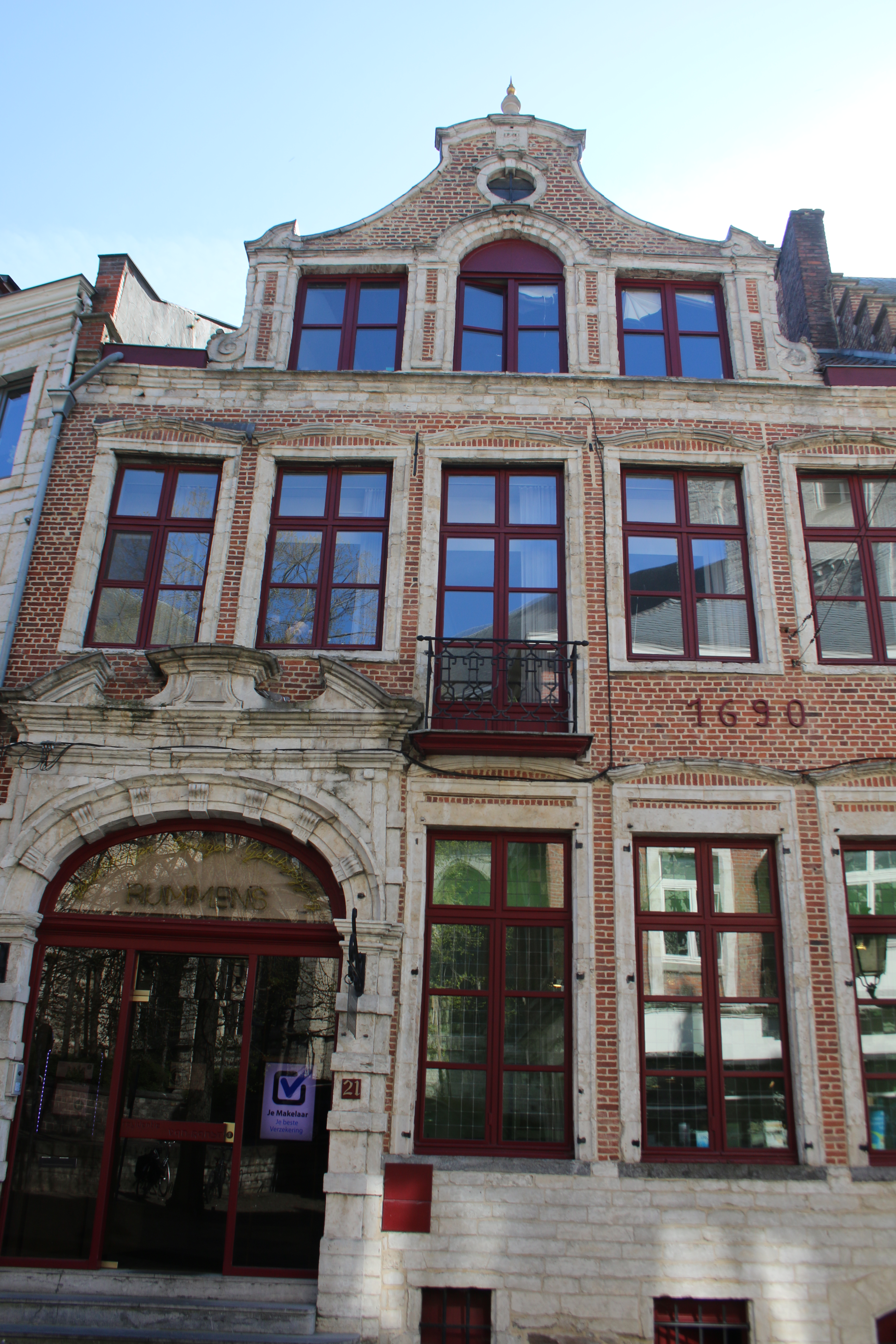
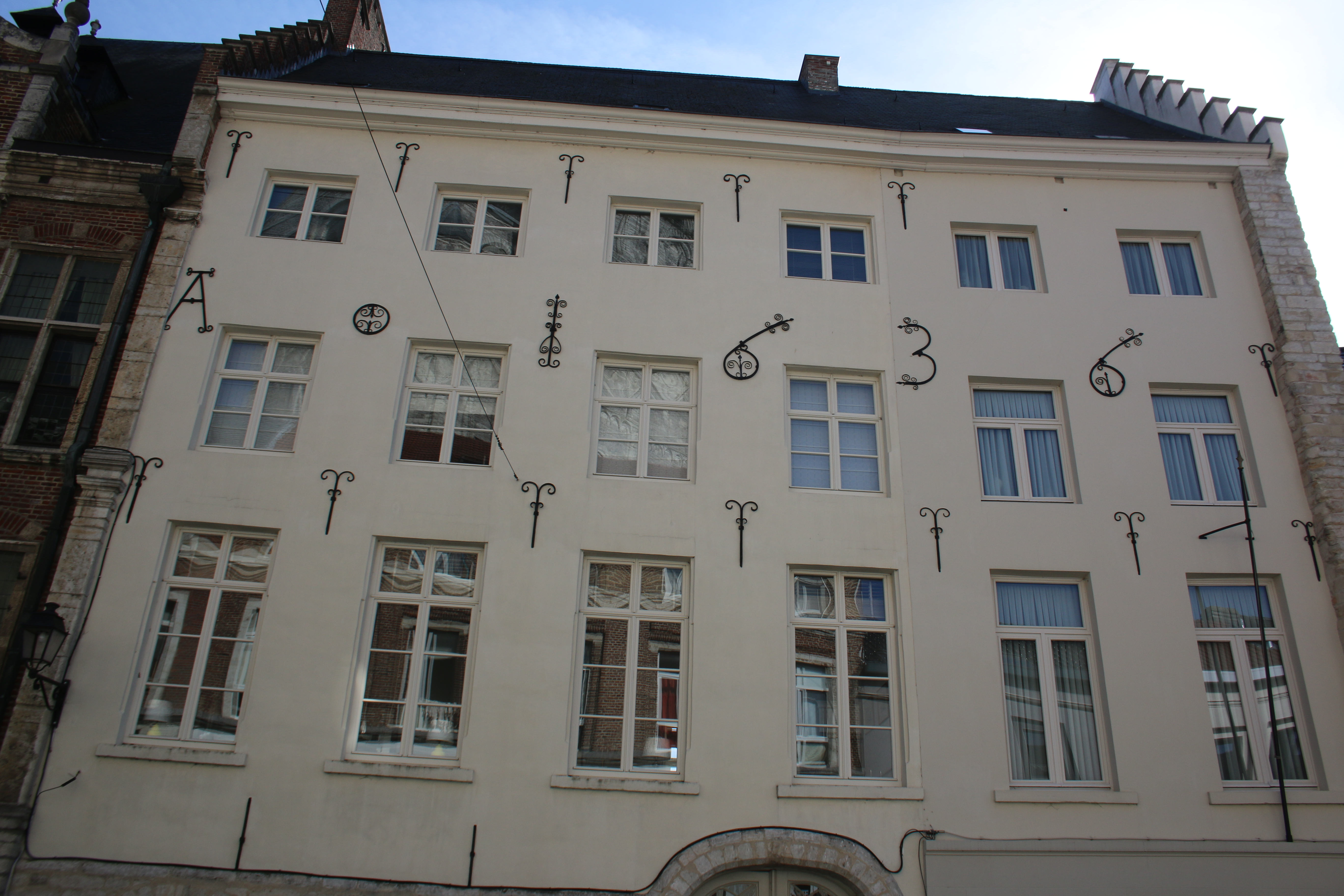